# ساحة سوق الدواب

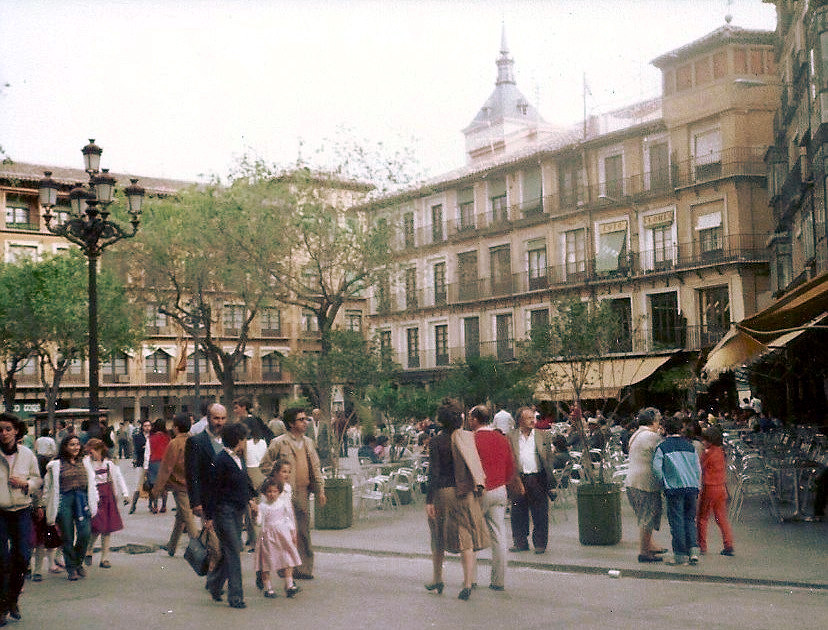

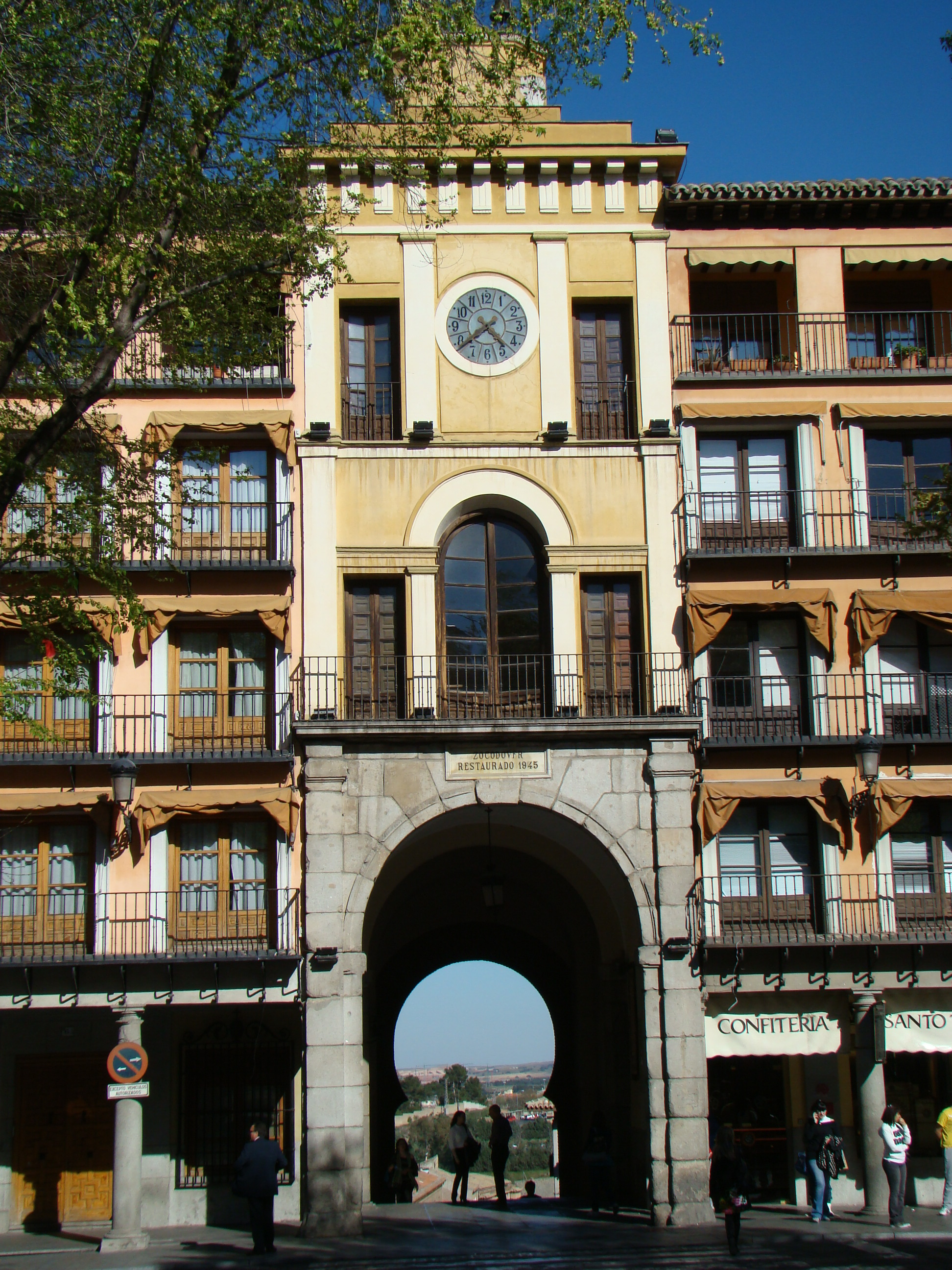
قوس سنغرة

ساحة سوق الدوَاب أو (نقحرة: بلازا دي زوكودوفر) هي ساحة من مدينة طليطلة في مجتمع الحكم الذاتي في قشتالة والمنشف بإسبانيا. كانت المركز العصبي للمدينة خلال معظم تاريخها وكانت ميدانها الرئيسي.